# Evan Ferguson
Evan Ferguson (Bettystown, 19 de octubre de 2004) es un futbolista irlandés que juega en la demarcación de delantero en la A. S. Roma de la Serie A de Italia.

## Biografía
Tras formarse como futbolista en las categorías inferiores del Bohemian F. C., finalmente el 20 de septiembre de 2019 debutó con el primer equipo en la Premier Division de la Liga de Irlanda contra el Derry City F. C. Una temporada y media después, en enero de 2021, se marchó traspasado al Brighton & Hove Albion F. C. Su debut se produjo el 24 de agosto de 2021 en la Copa de la Liga contra el Cardiff City F. C. El encuentro finalizó con un resultado de 0-2 a favor del conjunto brightonian tras los goles de Jakub Moder y Andi Zeqiri.
El 31 de diciembre de 2022 marcó su primer gol en la Premier League en una derrota ante el Arsenal F. C. que le convertía en el goleador más joven en la competición del equipo de Brighton. Tres días después se estrenó como titular y volvió a ver puerta en un triunfo contra el Everton F. C.
El 3 de febrero de 2025 fue cedido al West Ham United F. C. para lo que restaba de temporada. La siguiente volvió a ser prestado, esta vez a la A. S. Roma que tenía una opción de compra.

## Selección nacional
El 17 de noviembre de 2022 hizo su debut con la selección de Irlanda disputando dos minutos en un amistoso ante Noruega que perdieron por uno a dos. Su primer gol llegó el 22 de marzo del año siguiente en un partido ante Letonia y se convirtió en el goleador más joven de Irlanda desde Robbie Keane.

## Estadísticas

### Clubes
Actualizado al último partido disputado el 15 de marzo de 2025.
| Club                                    | Div.          | Temporada     | Liga  | Liga  | Liga   | Copas nacionales | Copas nacionales | Copas nacionales | Copas internacionales | Copas internacionales | Copas internacionales | Total | Total | Total  |
| Club                                    | Div.          | Temporada     | Part. | Goles | Asist. | Part.            | Goles            | Asist.           | Part.                 | Goles                 | Asist.                | Part. | Goles | Asist. |
| --------------------------------------- | ------------- | ------------- | ----- | ----- | ------ | ---------------- | ---------------- | ---------------- | --------------------- | --------------------- | --------------------- | ----- | ----- | ------ |
| Bohemian F. C. Irlanda                  | 1.ª           | 2019          | 1     | 0     | 0      | 0                | 0                | 0                | —                     | —                     | —                     | 1     | 0     | 0      |
| Bohemian F. C. Irlanda                  | 1.ª           | 2020          | 2     | 0     | 0      | 1                | 0                | 0                | —                     | —                     | —                     | 3     | 0     | 0      |
| Bohemian F. C. Irlanda                  | Total club    | Total club    | 3     | 0     | 0      | 1                | 0                | 0                | 0                     | 0                     | 0                     | 4     | 0     | 0      |
| Brighton & Hove Albion F. C. Inglaterra | 1.ª           | 2021-22       | 1     | 0     | 0      | 3                | 0                | 1                | —                     | —                     | —                     | 4     | 0     | 1      |
| Brighton & Hove Albion F. C. Inglaterra | 1.ª           | 2022-23       | 19    | 6     | 2      | 6                | 4                | 1                | —                     | —                     | —                     | 25    | 10    | 3      |
| Brighton & Hove Albion F. C. Inglaterra | 1.ª           | 2023-24       | 25    | 6     | 0      | 2                | 0                | 1                | 5                     | 0                     | 0                     | 32    | 6     | 1      |
| Brighton & Hove Albion F. C. Inglaterra | 1.ª           | 2024-25       | 13    | 1     | 0      | 1                | 0                | 0                | —                     | —                     | —                     | 14    | 1     | 0      |
| Brighton & Hove Albion F. C. Inglaterra | Total club    | Total club    | 58    | 13    | 2      | 12               | 4                | 3                | 5                     | 0                     | 0                     | 75    | 17    | 5      |
| West Ham United F. C. Inglaterra        | 1.ª           | 2024-25       | 5     | 0     | 0      | 0                | 0                | 0                | 0                     | 0                     | 0                     | 5     | 0     | 0      |
| West Ham United F. C. Inglaterra        | Total club    | Total club    | 5     | 0     | 0      | 0                | 0                | 0                | 0                     | 0                     | 0                     | 5     | 0     | 0      |
| Total carrera                           | Total carrera | Total carrera | 66    | 13    | 2      | 13               | 4                | 3                | 5                     | 0                     | 0                     | 84    | 17    | 5      |